# Finknetz

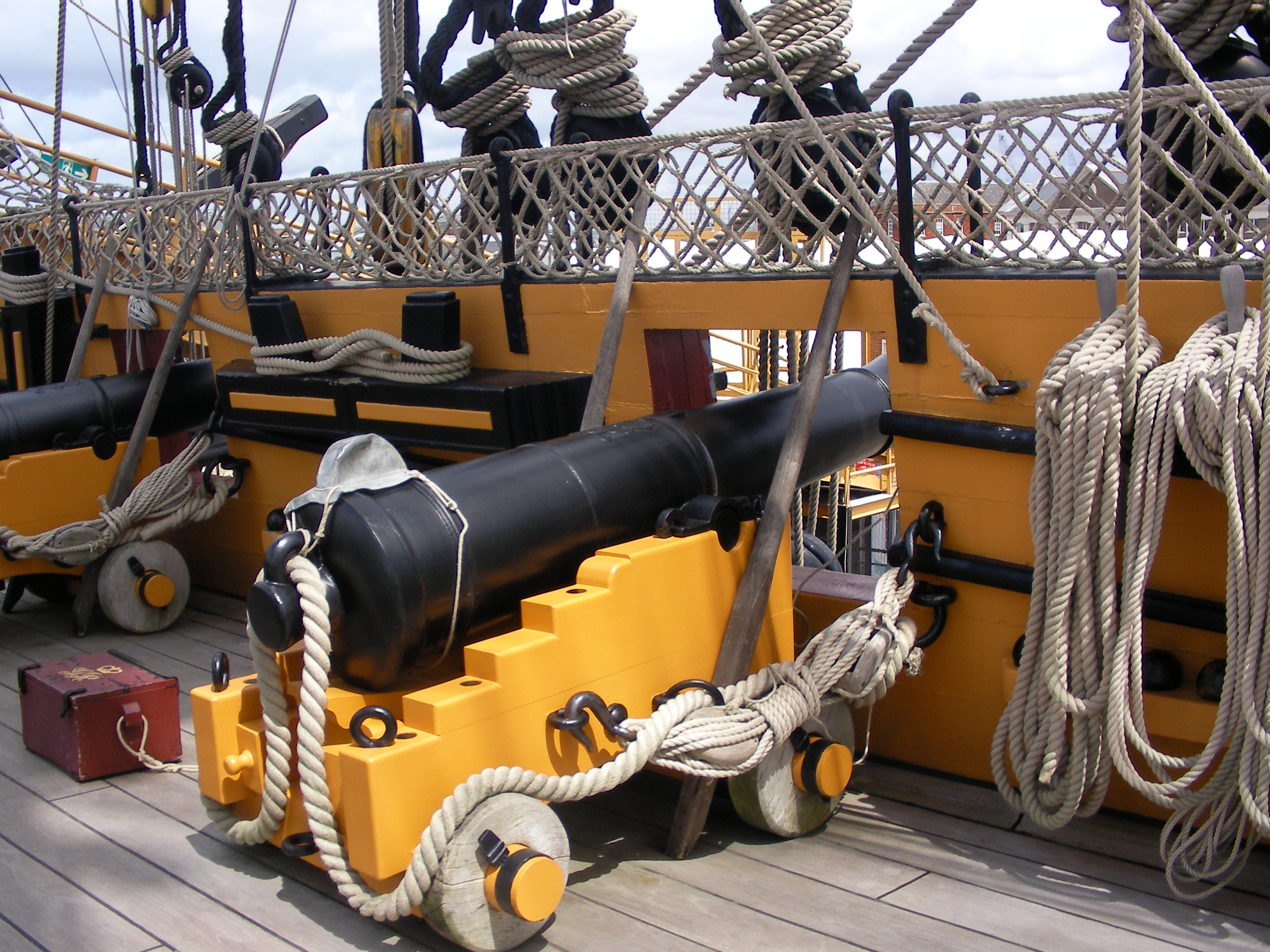
Nahaufnahme (oberes Bilddrittel) von den Finknetzen der Victory. Gut zu erkennen der innere und äußere Aufbau des Netzes mit Zwischenraum

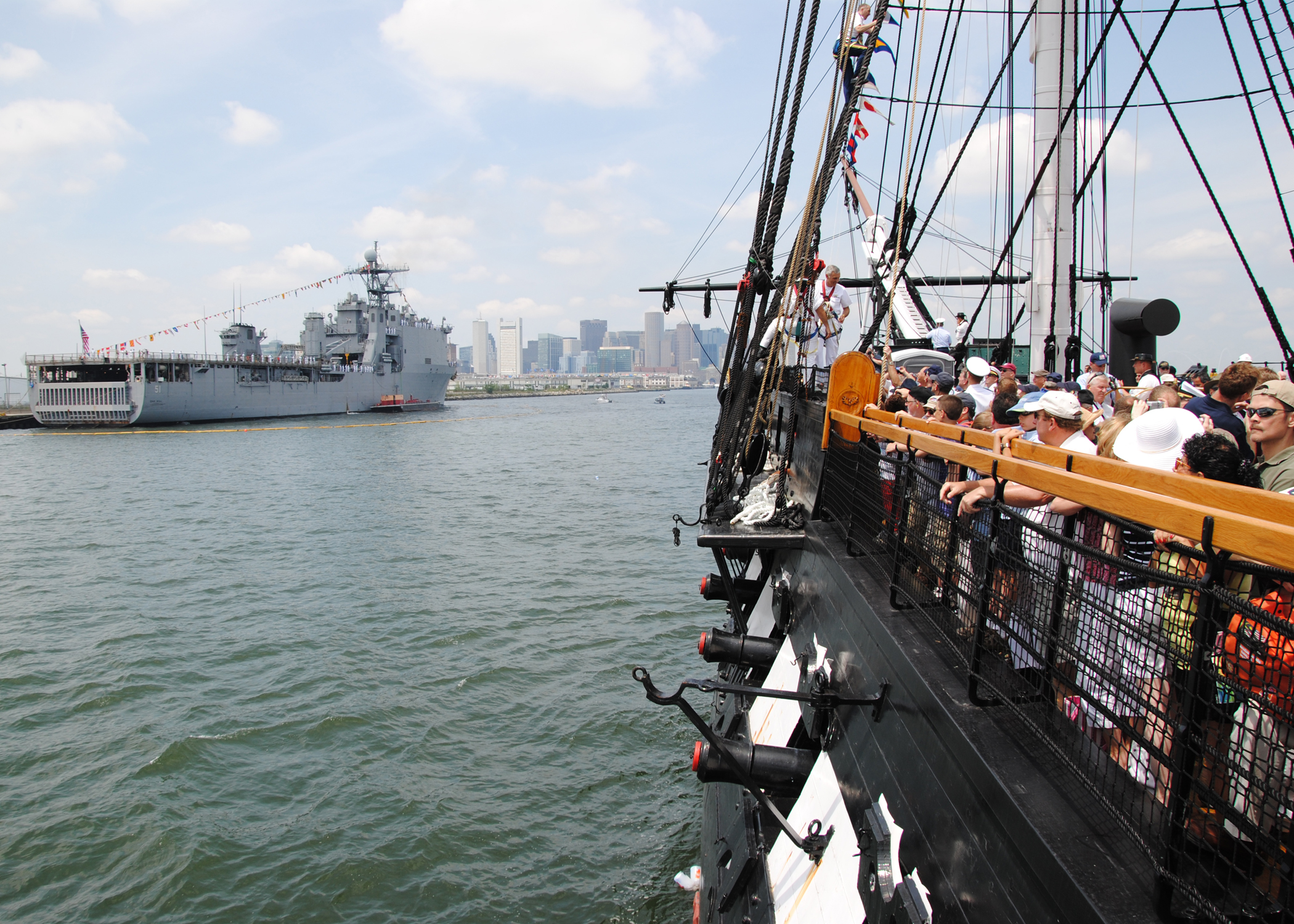
Rechte Bildhälfte: Finknetz der Constitution

Ein Finknetz (auch Schanznetz) ist ein Netz aus traditionell geteerten Leinen auf einem historischen Segel(kriegs)schiff, das oftmals an einem Tau, der sogenannten Regelingsleiter, auf dem Schanzkleid angebracht ist. Dieses Tau ist oftmals durch die Regelingsstützen, die oben eine Öse haben, hindurchgezogen – es hält das Finknetz somit von oben stramm. Das Finknetz besteht dabei aus einem inneren und einem äußeren Teil. Zu früheren Zeiten waren zwischen beiden Netzteilen bei gutem Wetter die Hängematten zum Auslüften eingelagert. Im Gefecht wurden die Hängematten dann zusammengerollt in den Zwischenraum beider Finknetzteile gestopft und erfüllten somit eine Art Brustwehr. Dieses bot somit einen relativen Schutz vor Streufeuer aus den Marsen und war zudem auch ein Splitterschutz. Oftmals wurde noch ein Segeltuch über das Finknetz gespannt, sodass auch eine Sichtschutzfunktion gegeben war.
Als Finknetz wird in anderen Quellen auch ein Kasten oberhalb des Schanzkleides bezeichnet, in dem Hängematten gelagert werden. Dieser Kasten war oftmals aus Holz. Wurde er allerdings bei feindlichem Beschuss durch eine Kanonenkugel getroffen, zersplitterte er und konnte für die eigene Mannschaft ein erhebliches Verletzungsrisiko darstellen, so dass der Leinennetzvariante oder einem Kasten aus „Eisenblech“ der Vorzug gegeben wurde.